# Drapetis kunmingana
Drapetis kunmingana är en tvåvingeart som beskrevs av Yang 1990. Drapetis kunmingana ingår i släktet Drapetis och familjen puckeldansflugor. Inga underarter finns listade i Catalogue of Life.